# روزی کین
روزمری «روزی» کین (Rosemary "Rosie" Kane) (نام هنگام تولد: مک‌گاروی) (McGarvey) (زادهٔ ۵ ژوئن ۱۹۶۱)، یک سیاست‌مدار عضو حزب سوسیالیست اسکاتلند بود. او از ۲۰۰۳ تا ۲۰۰۷ میلادی از حوزه انتخابیه منطقه گلاسگو در پارلمان اسکاتلند نمایندگی می‌کرد.

## تاریخچه سیاسی

### ورود به سیاست
کین پس از این‌که در پیکاری بر علیه تمدید آزادراه ام۷۷ دخیل گردید، به عرصه سیاست قدم گذاشت. در ۱۹۹۶ میلادی، او نخستین نامزد از حزب سیاسی جدیدالتاسیس ائتلاف سوسیالیست اسکاتلند بود که در انتخابات میان دوره‌ای شورای شهری گلاسگو از بخش توریگلین، منطقه‌ای که با برنامه تمدید آزادراه ام۷۴ تهدید می‌گردید، وارد مبارزات انتخاباتی شده و با دریافت ۱۸ درصد آرا در رده سوم قرار گرفت. پس از آن، او چندین بار از جانب ائتلاف سوسیالیستی اسکاتلند که بعداً به حزب سوسیالیستی اسکاتلند تغییر نام داده شد، خود را نام‌زد انتخابات کرد. وی برای چندین سال در کمیته ملی اجرائی این حزب خدمت نموده و به عنوان سخن‌گوی این حزب در امور محیط‌زیست، او ستونی تحت عنوان «یک جهان» در صدای سوسیالیستی اسکاتلند نوشت.

### کارهای پارلمانی (۲۰۰۳ – ۲۰۰۷ میلادی)
کین در انتخابات پارلمانی اسکاتلند در ۲۰۰۳ میلادی شرکت کرد و در رده دوم فهرست حزب در منطقه گلاسگو قرار گرفت. او همراه با تامی شیریدان که در رده نخست فهرست قرار داشت، به عنوان عضو پارلمان انتخاب گردیدند. او هنگامی که پس از برنده شدن خود سخنرانی می‌کرد، بیان داشت که چگونه برنامه دارد تا پارلمان را به لرزه آورد و اظهار داشت، «آن‌ها از تمامی هیجان‌ها دیوانگی‌های که قرار است در آنجا رخ دهد، هیجان زده خواهند شد».
نمایندگان پارلمان اسکاتلند ملزم هستند تا قبل از نشستن در کرسی خود در پارلمان، یک سوگند وفاداری نسبت به ملکه یاد کنند. چون حزب سوسیالیستی اسکاتلند یک حزب جمهوری‌خواه است، نمایندگان این حزب در پارلمان چندین اعتراض را در جریان مراسم سوگند راه انداختند و در جریان این اعتراضات، کین سوگند خود را در حالی‌که دستش را بلند کرده و واژه‌های «سوگند من برای مردم است» نوشته بود، یاد کرد.
در ۶ نوامبر ۲۰۰۳، کین همراه با نماینده پارلمان اسکاتلند از حزب ملی اسکاتلند به‌نام الکس سموند، نماینده پارلمان اسکاتلند از حزب کارگر به‌نام کاتی جیمیسن، نماینده پارلمان از حزب توری به‌نام فراسیس مود و پیتر اوبرون از مجله اسپیکتیتور در برنامه تلویزیونی وقت پرسش (Question Time) شرکت کردند. میزبان این برنامه، دیوید دیمبلبای کارهای او را «شیوا و خیره‌کننده» خواند. براساس گزارش صدای سوسیالیستی اسکاتلند، کین با اتهاماتی از جانب مخاطبین، مبنی بر این‌که حزب سوسیالیستی اسکاتلند در رابطه با محکوم کردن انتحاری‌های فلسطینی عمل‌کرد بطی داشت، متهم گردید – او به این اتهامات این‌گونه پاسخ داد که او «تمامی حملات بر مردم بی‌گناه را محکوم کرده‌است و او همچنین بر تقصیر اسرائیل برای شرکت نکردن در مذاکرات در مورد جنگ جاری تأکید نمود».
در اواخر ۲۰۰۳، او اعلام نمود که برای معالجه اختلال افسردگی، برای مدت کوتاهی از سیاست فاصله می‌گیرد. او در اوایل ۲۰۰۴ دوباره به کار خود برگشت.
در ۲۰۰۵ میلادی، کین دعوتی را مبنی بر ملاقات فیدل کاسترو طی یک کنفرانس در کوبا، پذیرفت. چندی بعد در ۲۰۰۵ میلادی، او در اعتراضی بر علیه سلاح هسته‌ای شرکت نموده و خود را در یک زیردریایی هسته‌ای نمونه‌ای در خارج از ساختمان پارلمان اسکاتلند قفل کرد. او برای شرکت در این اعتراض مبلغ ۱۵۰ پوند جریمه گردید و پس از این‌که پرداخت جریمه را رد کرد، او در اکتبر ۲۰۰۶ برای مدت ۱۴ روزه در زندان کورنتون ویل محبوس گردید. در ژانویه ۲۰۰۷، او برای شرکت در تظاهرات مسالمت‌آمیز علیه سلاح هسته‌ای در فاسلین که بخشی از پیکار فاسلین ۳۶۵ بود، دستگیر گردیده اما متهم به جرم نشد.
در ژوئن ۲۰۰۵، او همراه با چند عضو دیگر سوسیالیست پارلمان، کارولین لیکی، فرانسیس کوران و کولین فاکس به دلیل اخلال جلسه پارلمانی در یک اعتصاب مسالمت‌آمیز در داخل پارلمان، عضویت وی در پارلمان اسکاتلند برای مدت یک ماه در سپتامبر تعلیق گردید. آن‌ها روی مسئله حق اعتراض در بیرون از هتل گلینیاگلیس، محل برگزاری جلسه ۳۱ام گروه هشت (G8)، بحث می‌کردند.
در جریان مدتی که او در پارلمان حضور داشت، کین بر علیه چگونگی مدیریت زباله سمی در جنوب شرق گلاسگو، بر علیه افزودن فلوراید به آب آشامیدنی و بر علیه غذای اصلاح‌شده ژنیتیک مبارزه کرد. او هنوز هم در مبارزه برای پایان بخشیدن به توقیف کودکان در مرکز توقیف دونگاویل و همچنین در پیکارهای برای حقوق مهاجرین و بر علیه حملات غافل‌گیرانه صبحگاهی پلیس، فعال است. او شخصاً هزینه ضمانت یک زن اهل کامرون به‌نام مرسی اکولو و نوزاد ۱۸ ماهه وی که متولد ایرلند بود، را پرداخت کرد تا آن‌ها بتوانند مرکز توقیف را ترک نمایند، او همچنین از آن‌ها دعوت کرد تا زمانی که مشکل ویزای آن‌ها حل می‌گردد، با او و دخترهایش در آپارتمان استیجاری وی زندگی کنند.

### پس از ترک پارلمان
کین در انتخابات پارلمانی ۲۰۰۷ اسکاتلند، از حوزه منطقه گلاسگو شرکت نموده و در رده اول حزب خود قرار گرفت. حزب سوسیالیستی اسکاتلند ۲٬۵۷۹ رأی در منطقه گلاسگو به‌دست‌آورد، اما هیچ‌یک از نام‌زدان این حزب نتوانستند کرسی خود در پارلمان را حفظ نمایند. از سپتامبر ۲۰۱۲، کین در پیکار زنان برای استقلال، بخشی از مبارزه برای آزادی اسکاتلند، دخیل بوده‌است. در آوریل ۲۰۱۵، او یک مراسم شب زنده‌داری را در چهار راه جورج در گلاسگو در ارتباط به قتل کرین بوکلی، برگزار کرد.

## سایر اطلاعات
کین عضو کارگران صنعتی جهان (Wobblies) است و او در فوریه ۲۰۱۱، مادر بزرگ شد.
در ۲۰۱۱ میلادی، کین در نمایشی که توسط یکی از سخن‌گویان آینده حزب سوسیالیستی اسکاتلند به‌نام ساندرا ویبستر، به عنوان بخشی از پروژه تئاتر پنج دقیقه‌ای برای تئاتر ملی اسکاتلند، نوشته بود، نقش یک مادر را بازی کرد. این نمایش با الهام‌گیری از تجربه سندرا از بزرگ کردن دو پسر خیالی خودش، نوشته شده بود. او همچنین در ماه می ۲۰۱۲ در برنامهٔ شامی با روزی کین (An Evening With Rosie Kane) حضور یافته و در سپتامبر ۲۰۱۳ وی همچنین در من، تامی (I, Tommy) بازی کرد.